# 台湾問題
台湾問題（たいわんもんだい）とは、中華民国が実効支配している台湾地区（台湾を中心とした広義の地域概念）の主権帰属または政治的地位に関する中華人民共和国と中華民国の政治問題を指す。なお、両国の国内では、両岸問題の呼称も用いられている。
台湾を巡っては、両国の政党や論者により、さまざまな見解がある。主な論点を挙げると、中華民国による台湾・澎湖接収の是非（台湾地位未定論）や、国共内戦終結後の中華民国と中華人民共和国の関係（分断国家・中国を統一するための正統性）、更に現代における台湾人の基本的ルーツが原住民に有るのか、漢民族に有るのかなど、台湾の歴史・文化・政治の各方面に及んでいる。

## 問題の歴史的背景
台湾史の特徴は、外来政権による統治と、住民のアイデンティティーの変遷である。

### 先史時代と台湾原住民、中国側の記録
先住民であるマレー・ポリネシア系の台湾原住民は部族ごとに分かれて国家を建設することはなく、また文字がないため歴史記録を残さなかった。元朝が13世紀後半に、澎湖諸島に行政機関を設置したという史料があるが、台湾本島にまで領有範囲が及ぶことはなかった。その後、漢族の明朝が澎湖諸島を領有したが、やはり台湾本島にまでは領有が及ばなかった。

### 外来政権（スペイン人・オランダ人）と漢民族の流入
台湾内部の歴史が記録されるのは、最初の外来政権であるヨーロッパ人の到来以降である。17世紀になるとスペイン人が台湾島北部を一時領有し、更にはオランダの東インド会社が現在の台南市を中心として台湾島南部を制圧した。
東インド会社は福建省、広東省沿岸部からの移住民を大量に募集して開墾を進めた。そのため、労働力として漢民族の男性が移入し、原住民（特に平埔族）の女性と混血していった。

### 鄭成功政権
その後、「抗清復明」の旗印を掲げた鄭成功が、1661年から台湾のオランダ人勢力を攻撃した。翌1662年には最後の本拠地であるゼーランディア城も陥落させ、オランダ人は全て駆逐されていった。鄭成功は台湾を東都と改名して「抗清復明」の拠点とした。1662年に彼が死去した後も、息子である鄭経が「抗清復明」の基地化を進めていった。

### 清朝の統治と漢民族への同化政策
鄭氏による台湾支配はその後の清の攻撃によって短期間で終わり、台湾は清朝の支配下に入ることとなった。しかし、当初清朝は、抗清勢力を壊滅させるために台湾島を攻撃したので台湾島の領有には消極的であったが、最終的には海賊の蔓延を防ぐという軍事上の観点から領有することを決定し、台湾に1府（台湾）3県（台南、高雄、嘉義）を設置した上で福建省の統治下に編入した。ただし、それ故に、台湾本島における清朝の統治範囲は島内全域に及ぶことはなく、半ば見捨てられた島状態となって行った。以上の経緯が台湾独立派の主張する「歴史的に中華人民共和国の台湾領有権は不当」の根拠の一つになっている。

#### 原住民に対する漢化
この間、福建省、広東省からは生活に窮した多くの人々が台湾島に移住し、今日の台湾における本省人の礎となった。また、清朝は本来満州族による政権であったが、自らも漢民族化していった。そして、組織的に、台湾住民に苗字や家系図などを与え、漢民族化を押し進めた。その結果、平野部にいた平埔族は激減していく。

### 日本への割譲と台湾民主国
19世紀後半になると、清朝は日本や欧米列強の対外進出に対する国防上の観点から台湾の重要性を認識するようになり、1885年に台湾を福建省から分離して福建台湾省を新設した。
1894年に日本との間で勃発した日清戦争に敗北したため、翌1895年に締結された下関条約（馬關條約）に基づいて台湾を日本に割譲し、福建台湾省を廃止した。日本に割譲が決まった台湾であったが、一部の清朝の役人が台湾民主国を建国して日本の台湾上陸に抵抗したが日本軍によって鎮圧され暫時平定した。
その後、日本政府は台湾総督府による統治を1945年まで実施し続けた。

### 中華民国政府による台湾接収
第二次世界大戦において、日本は枢軸国として参戦した。しかし、戦況は連合国が有利な立場となり、1943年に米国、英国、中華民国の首脳が集まってカイロ会談が開かれ、台湾の主権を中華民国に返還することが首脳間で取り決められた。中華民国政府は1945年の日本敗戦後、連合軍の委託を受けて台湾に軍を進駐させた。そして、カイロ会談での取り決めを根拠として台湾を自国領に編入し、台湾省を設置した。さらに1947年には二・二八事件を契機に台湾省政府を設置することで、台湾の統治体制をより強固なものとしていった。
但し、1951年に日本が連合国側諸国と締結した平和条約（サンフランシスコ平和条約）では日本の「台湾・澎湖諸島における権利、権利名義と要求の放棄」（第2条第2項）しか取り決められておらず、更には日華平和条約においても「台湾における日本の領土権の放棄」（第2条）しか明記されていない。そのため、現在に至るまで国際法的には台湾の主権移転対象（帰属先）については不明確な状態にあり、これを根拠に台湾の国際的地位はまだ決まっていないとする「台湾地位未定論」も唱えられている。

### 国共内戦から現在
中華民国政府は台湾の領有・統治を強化する一方で、中国大陸においては厳しい立場に追い込まれていた。1946年から激化し始めた国共内戦は、当初は中華民国政府が優勢であったものの、年を経るごとに中国人民解放軍が優位な立場を占めるようになり、中華民国政府は少しずつ、しかし確実に支配地域を中国共産党に奪われていく状況にあった。このような状況は1949年になると急速に進展し、中華民国政府は4月に首都の南京を人民解放軍に制圧され、10月には中国大陸の大部分を制圧した中国共産党が中華人民共和国の建国を宣言するまでになった。
そのため、人民解放軍に対してまともに対抗できないほど弱体化した中華民国政府は台湾への撤退を決定し、国家の存亡をかけて残存する中華民国国軍の兵力や国家・個人の財産などを続々と台湾に運び出し、最終的には12月に中央政府機構も台湾に移転して台北市を臨時首都とした。このような中華民国政府の動きに対し、中華人民共和国政府は当初台湾への軍事的侵攻も検討していたが、1950年に勃発した朝鮮戦争に兵力を割かざるを得なくなったため、人民解放軍による軍事行動は一時的に停止したが、1954年、1955年、1958年に台湾へ攻撃を再開し（台湾海峡危機）、1965年にいたるまで軍事干渉を続けた。以降、大規模な衝突にはいたっていないが、緊張関係は続いている。
他方、蔣介石は、二・二八事件における数々の虐殺行為や、台湾省戒厳令を敷き、白色テロによる支配を行ったため、（特に本省人の間には）根強い拒否反応を持つ者が多い。また、蔣介石が本省人知識階級を大量虐殺し、日本語の使用を完全に禁止したために、台湾経済の発展は大きく後退したとの説もある。また、蔣介石が「反攻大陸」のことを第一に考えたためアメリカや日本などの説得を無視して、国際連合を脱退したため、台湾は現在の様な国際的に国家としては承認されない状況に陥ってしまったとする見方もある。
現在でも、台湾社会では世代によって民族的アイデンティティーや使用言語が異なるケースも少なくない。また、原住民を祖先とする独自の台湾人なのか、中国人の一部としての台湾人、あるいは中国人そのものなのか、という帰属意識の分岐も存在している。

## 二重承認問題
中華人民共和国政府は「一つの中国」原則を主張し、二重承認を絶対に認めない立場を取っている。
中華民国は李登輝が総統に就任した後、中華人民共和国とは別個の国家としての「中華民国」の地位を明確化しようとし、二重承認を容認する動きも見られた。1989年にグレナダと国交樹立した際、同国に中華人民共和国との断交を求めなかった。一方、中華人民共和国は同国と断交し、二重承認とはならなかった。
今日、二重承認が実現せず、また中華民国を承認する国は年々減少している。中華人民共和国が態度を軟化させない以外に、その理由として、以下が挙げられる。
1. 1997年7月、香港返還に伴う在香港総領事館の存続問題である。ネルソン・マンデラ政権下の南アフリカ共和国は二重承認に踏み切ろうとしたが、総領事館を設置していた香港が英国領から中華人民共和国の特別行政区に切り替わったことで、総領事館の設置に際して中華人民共和国から同国の承認と中華民国の国家承認取り消しを求められた。そうしない場合、領事特権のない代表部に格下げすると迫られた。航空便も乗り入れ、台湾・香港系移民も多い南アフリカ共和国が香港との関係を維持するためには中華人民共和国との関係構築が避けられず、中華人民共和国との長期的な経済関係拡大も見越して1997年限りで中華民国の承認を終了、1998年に中華人民共和国を承認し、外交関係を開設した[2]。
2. 中華人民共和国が国際連合安全保障理事会の常任理事国であり、拒否権を有していることである。しかし、中華人民共和国が現実に拒否権を行使した例は2006年までは3回しかなく、少なかった。中華人民共和国を承認していない国が安保理で扱う議題の当事国となった場合、有利な案件は否決され、不利な案件は可決されるリスクを負う。具体例はマケドニア共和国（現在の北マケドニア共和国）である。同国は一度「中華民国」を承認したものの、国連PKOの派遣に関する決議を中華人民共和国に妨害されることを恐れて撤回した。
3. 「中華民国」を承認する国は台湾の潤沢な経済力を背景に、経済援助を目当てにしている国が多い（またこれは中華人民共和国を承認する国も同様である）。こうした国々は、アフリカや中央アメリカ・南太平洋の島々を中心に存在する。いずれも小国であり、国連などの国際機関などで「中華民国」の参加や加盟に協力はするが、それを実現させるほどの政治力を持っていない。少数でも承認してくれる国家があることは、主権国家としての存続に必要不可欠だと歴代台湾の「中華民国」政権は認識している。
4. 台湾において民進党出身の陳水扁政権も同様である。陳水扁は総統就任直後、「四不一没有」（4つの拒否と1つのない）を表明し、独立路線の棚上げと対中関係の改善を目指した。ところが、2002年8月に陳が民進党主席に就任した日、中華人民共和国政府はナウルに承認切換を行わせた。これに反発した陳は「一辺一国」発言をした。中華人民共和国も経済援助を用い、「中華民国」を承認する国々を切り崩し続けた。そのため、陳政権にとっては「中華民国」を承認する国を確保することが緊急の課題となり、「一辺一国」発言に沿うはずの二重承認の実現まで手が回らなくなった。そのため、台湾側も政府承認の切替のみに注力する結果となった。

## 台湾の国際参加と名称問題
中華民国が国際機構や主要国に認められなくなったため、台湾の国際参加には様々な障害が伴っている。そのため、実際には領域としての参加を余儀なくされている。その場合、台湾の呼称が政治問題化する場合も多い。国際社会に於ける主な台湾の名称には、以下がある。
- チャイニーズタイペイ（Chinese Taipei 中華台北）：世界貿易機関 (WTO)、アジア太平洋経済協力 (APEC)、世界保健機関（WHO）
- タイペイ・チャイナ（Taipei,China 中国台北）：アジア開発銀行 (Hong Kong, Chinaとスペース表記なしで区別する)

IOCやFIFAなどスポーツの国際機構には、国家承認問題を棚上げしたまま、チャイニーズタイペイという名義で参加している。
また中華人民共和国を承認しない場合では北京当局、中華民国を承認しない場合は台湾当局という呼称を使用する場合がある。

## 台湾問題に関する各勢力の意見・法的扱い

### 中華民国
台湾移転後も中華民国政府は、「中国を代表する正統な国家」としての立場を継承する立場にあることを主張した。国民政府が台湾地域のみを統治することを内戦中の一時的な措置とした上で、台湾を含めた全中国の領有権を主張してきた。また、自由地区（台湾を指す）のみによる選挙の実施は全中国の代表性を損なうと主張し、民主化運動を法理独立と見做し、弾圧した。
蔣経国政権は台湾省戒厳令を解除し、中華民国が中国大陸を実効支配していない事や中華人民共和国政府への対応を始めた。国家統一委員会の設置、それによる国家統一綱領の制定、さらに中華民国憲法の改正により、「自由地区」（台湾）における国政選挙の実施を行った。ただし、改憲は憲法本文を形式上を残し、追加修正条項を設けた。これは一つの中国原則を主張する保守派への配慮であった。また、中国大陸を「大陸地区」と呼称し、外国として認めたわけではない。
また、中華民国政府は、今日まで中華人民共和国を正式に承認していない。国民政府の一つの中国原則では、外蒙古の領有も主張しており、現在のモンゴル国とも正式な外交関係がなく、実務関係と代表部の設置に留まっている。中華民国政府は、中ソ友好同盟条約を正式に破棄した1953年に外蒙古独立の承認を取り消したとしてきた。しかし、馬英九政権下の2012年には、大陸委員会が、1946年の中華民国憲法制定の時点でモンゴル国の独立をすでに認めており、憲法第4条で中華民国の領土とされる「固有の領域」にモンゴル国は含まれないとの資料を発表した。

台湾での国政選挙の実施により、中華民国は事実上の台湾国家となり、戒厳令前の国民政府のいう「法理独立」は達成された。残る問題は、中国大陸の中華人民共和国政府との関係や、台湾・中国大陸を包摂する全中国に関する定義づけであった。これに関して、政府、一国二政府また二国論（一中二国、特殊な国と国との関係。両国論）が提起された。
李登輝総統の両国論について、民進党は支持し、また心理的に抵抗を覚えた連戦も余儀なくされ、宋楚瑜もあからさまに反対できなかった。そのため、両国論は一定程度、台湾の各政党に引き継がれた。選挙終了後、しばらくは李登輝が国民党主席として民進党の陳水扁政権に協力し、宋楚瑜が親民党を結成したため彼と国民党の対立が増した。その間は、各党の見解に大きな変化はなかった。
だが、2001年に李登輝が台湾団結連盟を結成し、国民党から除名されると、与野党の対立が顕在化した。民進党と台湾団結連盟からなる泛緑連盟と、国民党と親民党からなる泛藍連盟に色分けされるようになる。泛緑連盟は台湾アイデンティティを強調した選挙戦を行い、一方、泛藍連盟は支持基盤である外省人や本省人保守派を固めるため、中国アイデンティティを誇示し、中国との融和を主張するようになる。

#### 民進党・陳水扁政権
民進党は、党綱領（台独党綱）で「台湾共和国」の設立を目標と掲げていた。しかし、2000年総統選挙での政権獲得を目指すため、中華民国の存在を承認し、台湾独立を放棄もしくは棚上げすることで主要派閥が合意した。しかし、党内には急進派の「台湾独立建国連盟」に属する者や党外の協力者や支持者にも配慮する必要があった。そのため党綱領と並ぶ基本文書として、台湾前途決議文を1999年5月8日に高雄で開催された全国党員大会において採択し、党綱領の台湾独立を棚上げすることが規定された。
四不一没有
成立当初の陳水扁政権は、李登輝総統よりも保守的な方針を「四不一没有」で示した。そのため李登輝総統からは、自らの進めてきた中華民国の台湾化に逆行すると批判された。陳水扁は、1990年代から旧東西ドイツをモデルとした中間協定の締結を主張し、1999年には当時の林義雄民進党主席と共に中国とのFTA締結を主張していた。2000年大晦日（2001年元旦未明）には統合論を提示し、まずFTAなど経済統合から始め、長期的には政治統合や文化の統合に至ると述べた。これは、「特殊な国と国の関係」論において、李登輝前総統が無視した「特殊な関係」の実現を目指したものであった。背景には、米国が中華人民共和国との交渉を仲介するとの期待や、積極的に中華人民共和国と交渉し、条約を締結することで、中華民国の国家としての地位を確定させるという目論見（「強本西進」論）があった。
しかし、中華人民共和国は「四不一没有」に対して「行動を見守る」と述べるにとどまった。FTA締結に対して一部官僚が反応したものの、「強本西進」の目的に気づき、その後反応を見せなくなった（2003年に香港とCEPAを締結後、台湾にもCEPAを提案した）。その一方で、中華民国を承認する国に、承認切り替えを迫り続けた。
一辺一国
中華人民共和国の態度が軟化しないため、2002年、陳水扁政権は「強本西進」から転換を始める。また、2001年立法院選挙で過半数を逃し、政権運営上、李登輝総統を精神的首領とする台湾団結連盟の協力が必要であったことも原因の一つに数えられる。
陳水扁総統は2002年8月の民進党全国党員大会で党主席に就任した。しかし、その当日、中華人民共和国は中華民国を承認していたナウルとの国交樹立を発表した。台湾では中国の「引き出物」＝嫌がらせと受け止められ、面子を潰された陳水扁総統は、同月、世界台湾同郷会への挨拶で「中国と台湾は、一辺一国（別々の国）である」と述べた。中国はこれに反発。しかし、実際には陳水扁政権による関係改善に向けた提案をあしらった結果であった。こうして台湾政府が中国との関係改善に積極的で、具体的な提案を行った時期は終了した。ただし、その後も陳水扁総統は、中国に善意があれば、いつでも関係改善が可能との立場を崩していない。中間協定や統合についても、中国が中華民国を承認すれば協議に応じる、と機会がある毎に述べている。

#### 中国国民党
国家連合構想
連戦は2000年総統選挙期間中、李登輝の後継者であったため、二国論を支持していた。しかし、選挙後、自ら党主席に就任し、その後、連戦は李登輝路線の修正を始めた。2001年1月4日に、連戦は新著『新藍圖、新動力』の発表会で、著書の内容と関連して中国との国家連合を提唱した。同年8月に開かれる第16回全国党大会において、党政策綱領に盛り込もうとした。しかし、党内の台湾本土派の反対により大会開催前に断念せざるを得なかった。また、中国側も同年3月に全人代報道官が反対を表明している。その後、しばらくの間は連戦は国家連合を唱え続けたが、後には自らの提案の存在自体を否認する発言を行っている。
3つの選択肢（馬英九）
2006年2月14日、中国国民党は台湾本土派の日刊紙『自由時報』に意見公告を掲載した。そこで馬英九同党主席は、統一、独立、現状維持の3つの選択肢を上げ、統一が最終的目標であるが、現在は現状維持が最も現実的な選択肢だと述べた。これは、陳水扁総統が国家統一綱領と国家統一委員会の廃止に言及したことを牽制するものであった。ただし、この意見公告に対しては、最終的な統一が馬英九の理想である事を強調する見方と、中国国民党が台湾独立も台湾有権者の選択肢の一つとして明言したことを重視する見方がある。なお、2004年に、中国国民党籍の王金平立法院院長も、「台湾独立も選択肢の一つ」と述べたことがある。

### 中国共産党・中華人民共和国政府
中国共産党の台湾問題に対する見解は、その時代の政治情勢によって、大きく変化している。
中華人民共和国建国以前
1949年の建国以前の中国共産党は、台湾を中国の固有領土と認識しておらず、その独立を支持していた。毛沢東の発言によれば、ソビエト連邦をモデルとした連邦国家を目指し、主要な少数民族には自治権を付与し、自治共和国を設置する。一方、以前の清の朝貢国である朝鮮と領土だった台湾については、独立を望むなら援助を与える方針であった。
中華人民共和国建国から1970年代末まで
中華人民共和国政府は、自国が1949年に崩壊・消滅した中華民国の継承国家であり、「中国を代表する正統な国家」としての立場を中華民国から引き継いだ立場にあるとしており、そこから1945年に中華民国の領土に編入された台湾の最終帰属も、中華民国の立場を継承した中華人民共和国に継承されると主張してきた。そのため、中華人民共和国は、名目的に台湾省を設置する事で自己の主張の正当化を図り、併せて蔣介石によって台湾へ移転された現在の中華民国政府のことを、「崩壊した中華民国政府の一部勢力が台湾を不法占領して樹立した非正統的な政府」として、その存在の正統性を否定してきた。
「台湾同胞に告げる書」の発表および改革開放期以降
1979年1月1日、全国人民代表大会常務委員会が「台湾同胞に告げる書」を発表。台湾政策の原則を武力解放から平和統一へ転換した。
1995年1月30日、江沢民中国共産党総書記が、台湾問題の解決方式について8項目の提案を発表した（江八点）。
2008年12月31日、「台湾同胞に告げる書」発表30周年座談会で、胡錦涛中国共産党総書記が談話を発表。以下の6項目を提案した。
1. 一つの中国という原則を守り、政治的相互信頼を強化する
2. 経済協力の推進、共同発展の促進
3. 中華文化を発揚し、精神的な絆を強化する
4. 人的往来を強め、各界の交流の拡大
5. 国家主権を維持し、対外関係での協調
6. 敵視をなくし、和平協定に調印すること

### 余元洲の建議案
2004年、中国が統一法を制定するとの噂が流れた。後に、2004年12月から翌2005年3月にかけ、中国の全国人民代表大会は反分裂国家法として立法作業に入る。この反国家分裂法に先んじて、2002年に余元洲・江漢大学政法学院副教授が「中華人民共和国国家統一促進法（学者建議案）」を発表していた。反国家分裂法との関連は定かではないが、全人代や国務院台湾事務弁公室にも送付し、また何人かの全人代の代表や政府関係者が彼の意見を聴取したとも言われる。
余の統一促進法では、中華民国の実効支配地域を「中華人民共和国台湾特別政治地域」とし、中華人民共和国の実効支配地域を「中華民国大陸特別政治地域」とすることを提案している。二つの国が互いの全領土に対する主権を共有する点では、国際法上荒唐無稽である。しかし、中華民国の存在を公的に認め、当事者間においては双方を外国と看做さない点において、分断国家理論やそれに基づく本来の「特殊な国と国の関係」（旧東西モデル）に近い発想と言い得る。

### イギリス
ウィンストン・チャーチル首相は1955年のイギリス議会での答弁で、「『カイロ宣言』に基づいて中国が台湾に対する主権を有するということには同意できない」と述べている。

### カイロ宣言と国連第2758号決議文問題
2004年に中国の温家宝総理が「中国が台湾の主権を有していることは『カイロ宣言』できわめて明確に示されている」と発言した。
これに対して陳水扁は、2008年に英国紙『フィナンシャル・タイムズ』のインタビューに対して次のように答えた。
「1943年に蔣介石、チャーチル、ルーズベルトの3ヶ国の首脳が中国は台湾の主権を確かに有していると決定したと、多くの人々が信じて」きたが、1943年12月1日の『カイロ宣言』は日付も署名もなく、事後による追認もなく、授権もないとし、「これはそもそもコミュニケ（公的な共同声明）ではなく、プレスリリース、声明書に過ぎない」と指摘したうえで、「1955年2月1日、チャーチル首相は国会質問で、『カイロ宣言』に基づいて中国が台湾に対する主権を有するということには同意できないと答えたように、当時3人にはそもそもコンセンサスなどなく、そのため署名もなかった」と述べ、中国がカイロ宣言を根拠に領土を主張するのは成立しないとした。
また、「台湾の国家主権は台湾国民に属している」と強調し、さらに、多くの人が「『カイロ宣言』にはそもそも中国が台湾の主権を有することが書かれたわけではないというこの事実を知らないのは、過去の教育が杜撰であり、歴史が改竄されていたからだ。だからこそ、中国は自己に有利なためこれを引用し、国民党は台湾を統治する際の法的統一の基礎としたのだ」と主張した。
また、陳水扁は1971年の国際連合総会2758号決議文にはそもそも『台湾』が触れられておらず、『中国』代表権問題のみが解決しただけであり、中華人民共和国が台湾2300万の人々を代表してよいとは言っていないのであり、パン・ギムン国連事務総長や中国はこれを拡大解釈しているとして批判した。
日本政府は「第二次世界大戦後の日本の領土を法的に確定したのはサンフランシスコ平和条約であり、カイロ宣言やポツダム宣言は日本の領土処理について、最終的な法的効果を持たない」と表明している。